# Hale K. Darling

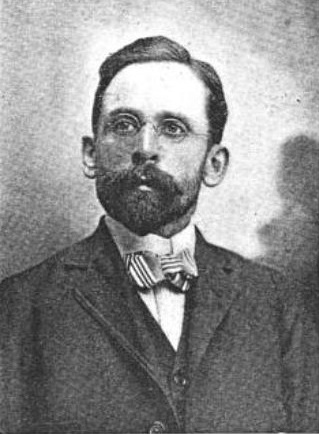
Hale K. Darling

Hale K. Darling (* 26. Januar 1869 in Corinth, Vermont; † 18. September 1940 in Chelsea, Vermont) war ein US-amerikanischer Jurist und Politiker, der von 1915 bis 1917 Vizegouverneur von Vermont war.

## Leben
Hale Knight Darling wurde in Corinth, Vermont geboren.  Er arbeitete in Massachusetts als Angestellter der Fitchburg Railroad und als Reporter des Daily Sentinel in Fitchburg, bevor er Rechtswissenschaften an der University of North Carolina studierte. Seine Zulassung als Anwalt erhielt er nach seinem Abschluss im Jahr 1894, danach praktizierte er als Anwalt in Chelsea, Vermont.
Als Mitglied der Republikanischen Partei von Vermont war Darling von 1896 bis 1900 Staatsanwalt des Orange County. Er war Mitglied der Vermonter Prüfstelle für die Zulassung der Anwälte von 1901 bis 1903 und Schreiber des Gerichts von Orange County von 1896 bis 1900.
Darling war von 1904 bis 1908 Abgeordneter im Repräsentantenhaus von Vermont. Im Jahr 1905 wurde er zum Vorsitzenden der Vermonter Bibliothekskommission ernannt und von 1905 bis 1907 war er Mitglied der Kommission zur Überarbeitung der Satzung von Vermont. Mitglied des Senats von Vermont war er von 1912 bis 1914.
Zum Vizegouverneur wurde er 1914 gewählt und seine Amtszeit dauerte von 1915 bis 1917. Gleichzeitig blieb er Mitglied der Kommission zur Überarbeitung der Satzung von Vermont.
Erneut Mitglied des Senats von Vermont war er von 1919 bis 1921. Vorsitzender der Kommission, welche das Gerichtssystem von Vermont überprüfte und Reformen erarbeitete, war er im Jahr 1937.
Darling starb in Chelsea am 18. September 1940. Sein Grab befindet sich auf dem Chelsea's Highland Cemetery.